# Saison 2011 de l'équipe cycliste Wallonie Bruxelles-Crédit agricole
La saison 2011 de l'équipe cycliste Wallonie Bruxelles-Crédit agricole est la première de cette équipe.

## Préparation de la saison 2011

### Arrivées et départs
L'équipe disputant sa première saison, l'ensemble des coureurs est arrivé en début de saison en provenance d'autres équipes.

## Coureurs et encadrement technique

### Effectif
| Cycliste            | Date de naissance | Nationalité | Équipe 2010          |
| ------------------- | ----------------- | ----------- | -------------------- |
| Jonathan Bertrand   | 3 mars 1988       | Belgique    | Landbouwkrediet      |
| Gaëtan Bille        | 6 avril 1988      | Belgique    | Pesant Club Liégeois |
| Olivier Chevalier   | 27 février 1990   | Belgique    | Lotto-Bodysol        |
| Gilles Devillers    | 12 février 1985   | Belgique    | Lotto-Bodysol        |
| Jonathan Dewitte    | 24 août 1988      | Belgique    | Lotto-Bodysol        |
| Jonathan Dufrasne   | 2 août 1987       | Belgique    | Qin                  |
| Jérôme Giaux        | 25 août 1986      | Belgique    |                      |
| Philippe Legrand    | 24 juillet 1986   | Belgique    |                      |
| Ludovic Mottet      | 8 août 1985       | Belgique    |                      |
| Olivier Pardini     | 30 juillet 1985   | Belgique    | Beveren 2000         |
| Fabio Polazzi       | 4 mai 1989        | Belgique    | Verandas Willems     |
| Christophe Prémont  | 22 novembre 1989  | Belgique    | Lotto-Bodysol        |
| Rudy Rouet          | 5 janvier 1985    | Belgique    | Lotto-Bodysol        |
| Robin Stenuit       | 16 juin 1990      | Belgique    | Verandas Willems     |
| Justin Van Hoecke   | 9 août 1989       | Belgique    | Qin                  |
| Jonas Van Genechten | 16 septembre 1986 | Belgique    | Verandas Willems     |

## Bilan de la saison

### Victoires
| Date       | Course                             | Pays     | Classe | Vainqueur           |
| ---------- | ---------------------------------- | -------- | ------ | ------------------- |
| 13/03/2011 | Course des chats                   | Belgique | 1.2    | Jonas Van Genechten |
| 18/04/2011 | Zellik-Galmaarden                  | Belgique | 1.2    | Gaëtan Bille        |
| 13/05/2011 | 2e étape du Rhône-Alpes Isère Tour | France   | 2.2    | Gaëtan Bille        |
| 11/06/2011 | 3e étape de la Ronde de l'Oise     | France   | 2.2    | Gaëtan Bille        |

## Classements UCI

### UCI Africa Tour
L'équipe Wallonie Bruxelles-Crédit agricole termine à la treizième place de l'Africa Tour avec 24 points. Ce total est obtenu par l'addition des points des huit meilleurs coureurs de l'équipe au classement individuel, cependant seul un coureur est classé,.
| Rang | Coureur            | Points |
| ---- | ------------------ | ------ |
| 60   | Christophe Prémont | 24     |

### UCI Europe Tour
L'équipe Wallonie-Bruxelles termine à la trente-quatrième place de l'Europe Tour avec 420 points. Ce total est obtenu par l'addition des points des huit meilleurs coureurs de l'équipe au classement individuel,.
| Rang  | Coureur             | Points |
| ----- | ------------------- | ------ |
| 88    | Jonas Van Genechten | 141    |
| 147   | Gaëtan Bille        | 102    |
| 369   | Olivier Pardini     | 43     |
| 464   | Jonathan Dufrasne   | 33     |
| 466   | Robin Stenuit       | 33     |
| 564   | Fabio Polazzi       | 24     |
| 588   | Gilles Devillers    | 22     |
| 590   | Christophe Prémont  | 22     |
| 758   | Olivier Chevalier   | 12     |
| 1 160 | Jonathan Dewitte    | 3      |